# Famille Soult
 (mars 2023).
Si vous disposez d'ouvrages ou d'articles de référence ou si vous connaissez des sites web de qualité traitant du thème abordé ici, merci de compléter l'article en donnant les références utiles à sa vérifiabilité et en les liant à la section « Notes et références ».
La famille Soult est une famille française éteinte qui avait été titrée sous le Premier Empire. 
Elle fut illustrée par Jean-de-Dieu Soult qui a reçu le titre de duc de Dalmatie en 1808.

## Liens de filiation entre les personnalités
- Jean Soult (1726-1779), épouse Brigitte de Grenier, d'où :
  - Jean-de-Dieu Soult (1769-1851), duc de Dalmatie, maréchal de France, maréchal général des camps et armées du roi, président du Conseil
    - Napoléon-Hector Soult de Dalmatie (1802-1857), militaire, diplomate et député
      - Louise Soult de Dalmatie (1842-1923), épouse Athanase de Pechpeyrou-Comminges
      - Geneviève Soult de Dalmatie (1844-1910), présidente de la Ligue patriotique des Françaises de 1906 à 1910, épouse du baron René Reille, d'où descendance subsistante dans la famille Reille.

  - Pierre-Benoît Soult (1770-1843), baron de l'Empire, général et député

## Galerie

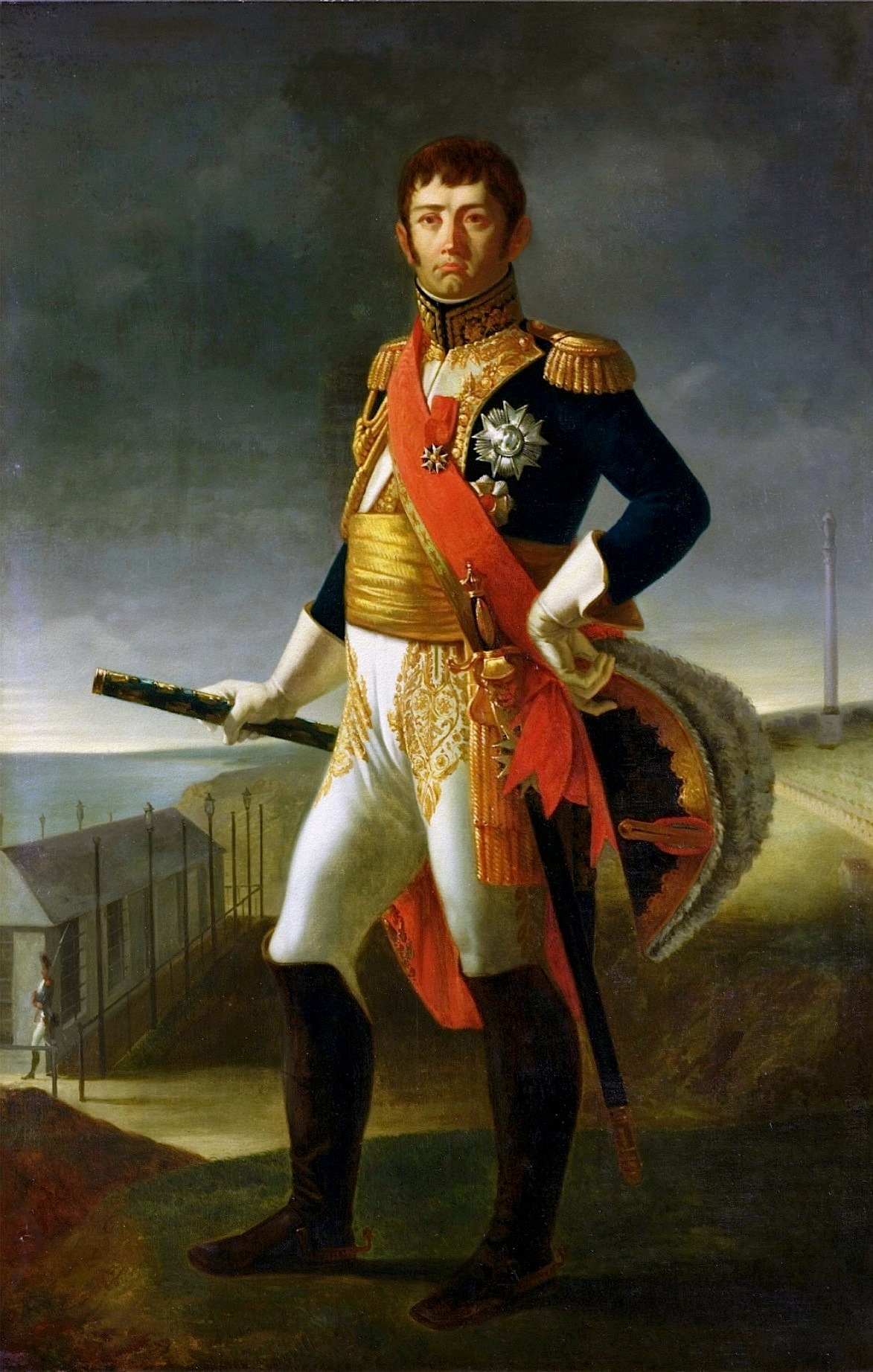
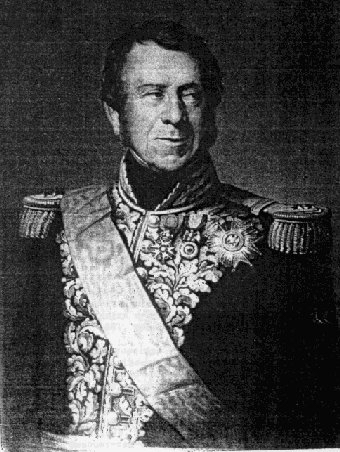
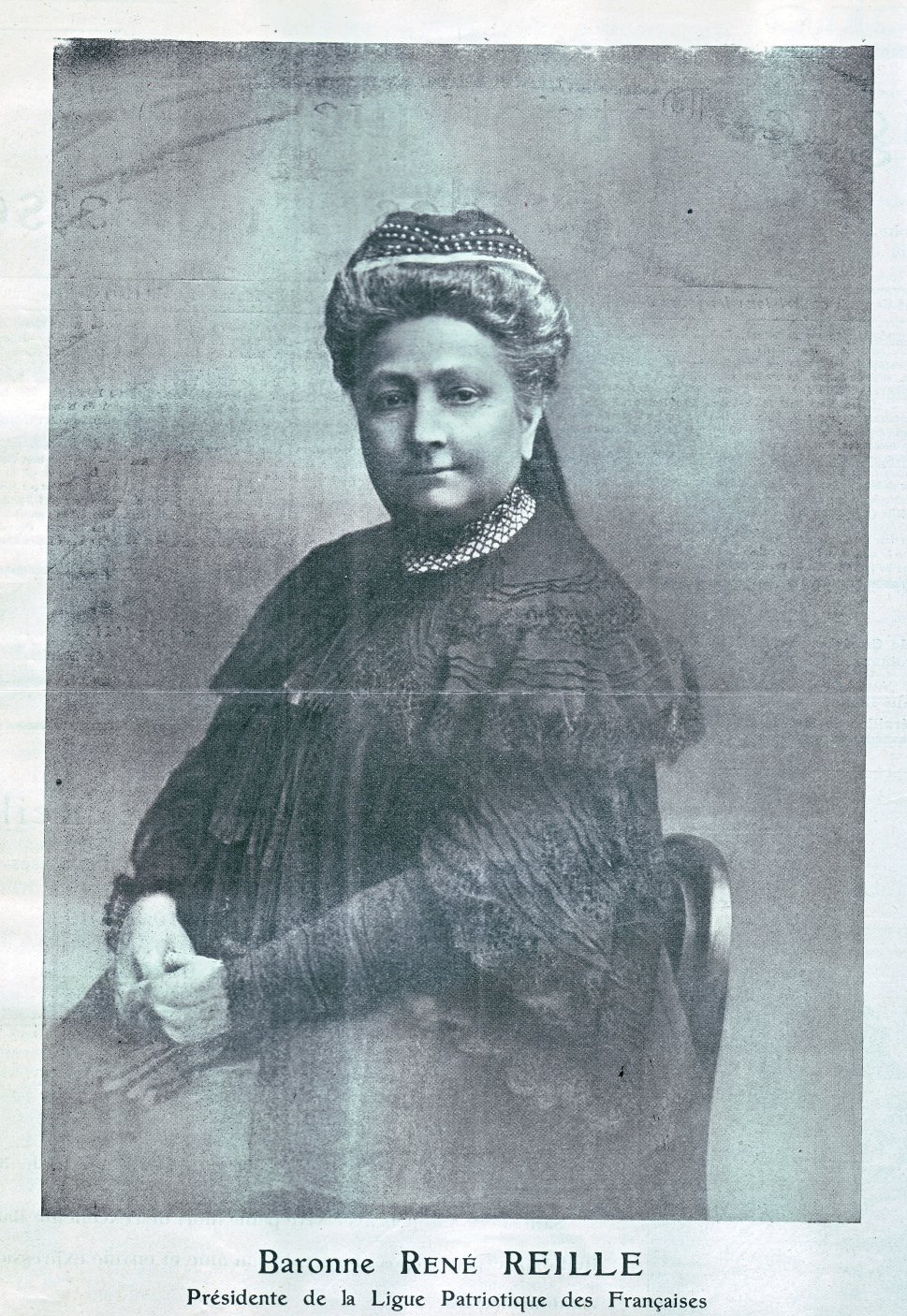